# Alexandru Anghelescu

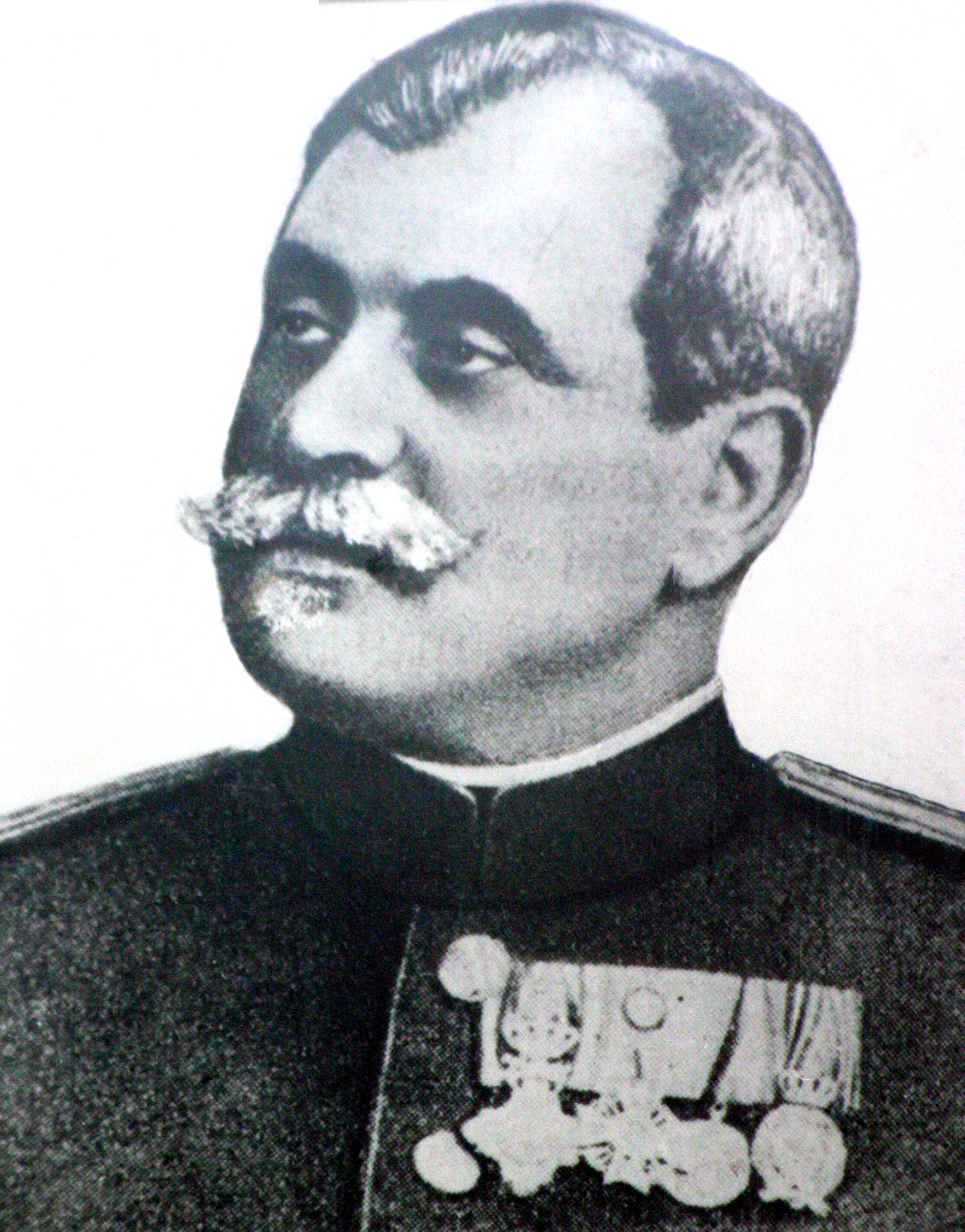
Generalul Alexandru Anghelescu

Alexandru Anghelescu (n. 4 septembrie 1836, București – d. 9 septembrie 1911, București) a fost un politician și general român.

## Studii militare
Școala de Ofițeri din București (1854-1856).

## Grade militare
- 1856 - sublocotenent,
- 1860 - căpitan,
- 1865 - maior,
- 1871 - colonel,
- 1881 - general de brigadă,
- general de divizie

## Funcții
- 1876 - 1877 comandant al Rezervei de artilerie și a Marelui parc;
- 1877 - comandant al Regimentelor 2 și 4 Artilerie;
- 1877 - comandant al Diviziilor 2 și 4 Infanterie;
- 1877 - comandant al artileriei Armatei de Operații;
- 1877 - 1878 - Comandant al Diviziei de Rezervă ;
- 27 februarie 1886 - 5 noiembrie 1887 Ministru de Război;
- 1887 - 8 februarie 1888 - Comandant al Corpului 3 Armată.

Ulterior acestei funcții a fost comandant al Corpului 3 Armată, până la data de 8 februarie 1888, când a demisionat. Acest fapt 
s-a produs ca urmare a acuzației ce i-a fost adusă de “mituire și violare de lege” în calitate de ministru. Menționăm că  prin Înaltul Decret nr. 3793 din 21 decembrie 1888 i s-a retras gradul și a fost șters din “Controalele armatei”, iar instanța judecătorească  l-a condamnat în data de 7 decembrie 1888 la 3 luni închisoare corecțională.
Are meritele incontestabile de a fi comandat Divizia 4 Infanterie în atacul redutei Grivița 1 și în primul atac al 
redutei Grivița 2.